# Deutsches Institut für tropische und subtropische Landwirtschaft
Koordinaten: 51° 20′ 38″ N, 9° 51′ 33″ O

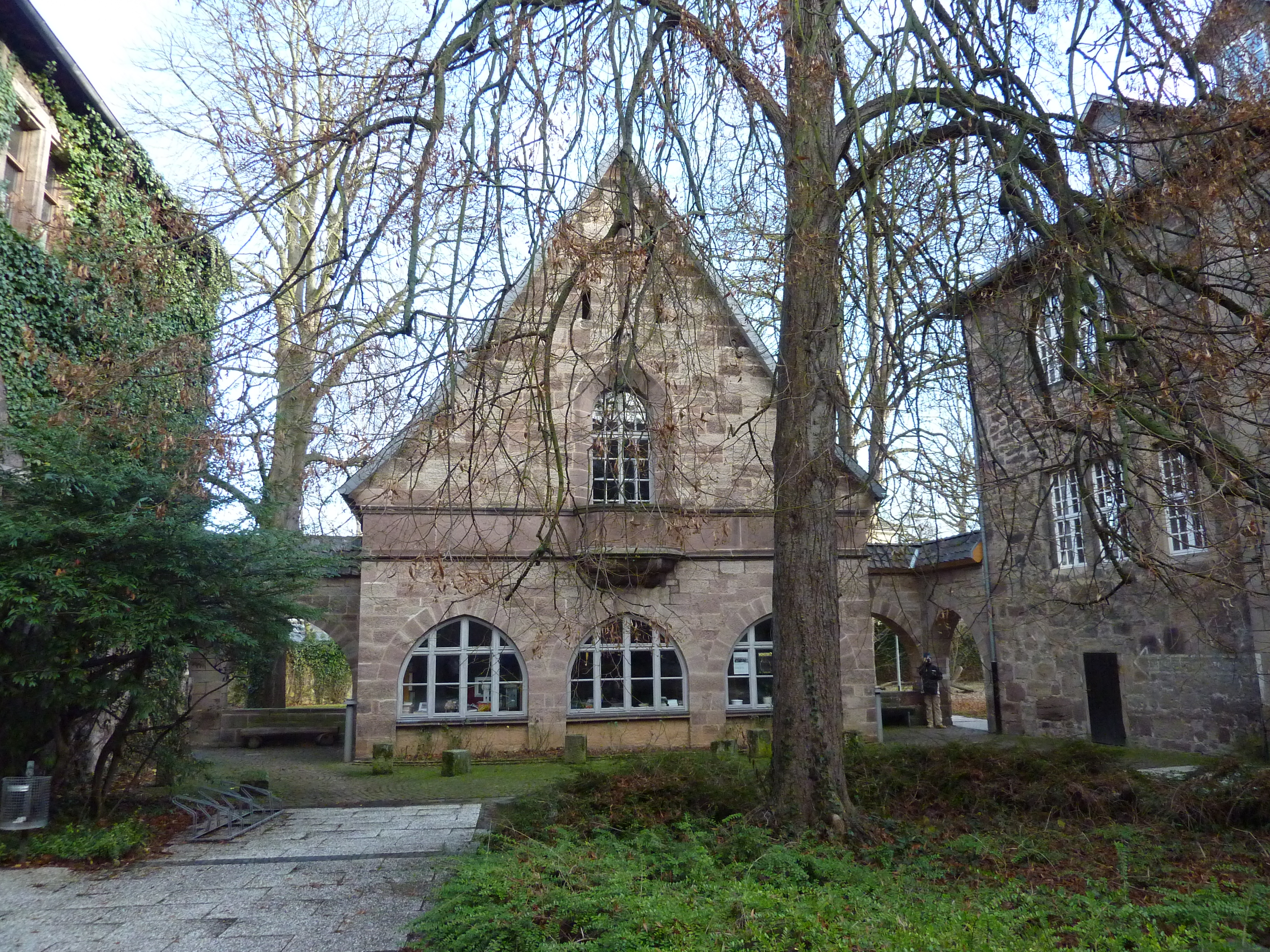
Deutsches Institut für tropische und subtropische Landwirtschaft

Das Deutsche Institut für tropische und subtropische Landwirtschaft (DITSL) ist seit 1957 der Nachfolger der Deutschen Kolonialschule in Witzenhausen. Die Nachfolgeeinrichtungen bilden heute einen Nebenstandort der Universität Kassel (Fachbereich 11 Ökologische Agrarwissenschaften). Das DITSL ist eine gemeinnützige GmbH. Die wichtigsten Gesellschafter sind die Universität Kassel, die Bundesrepublik Deutschland und das Land Hessen. Das Institut fördert nachhaltige ländliche Entwicklung in der Dritten Welt sowie in Schwellenländern. Die Arbeit zielt auf Wissens- und Technologietransfer, Ressourcenmanagement in Agrarökosystemen, nachhaltige Bodennutzung und ökologischen Landbau. Das DITSL veranstaltet internationale Seminare, Workshops und Symposien für Fachkräfte und Studenten einschlägiger Fachrichtungen. Dazu unterhält es ein Seminarzentrum mit Büro- und Seminarräumen und Wohnheim.
Das Institut ist Eigentümer des denkmalgeschützten Gebäudekomplexes an der Steinstraße 19–21, dem ehemaligen Wilhelmitenkloster. Soweit die Liegenschaften nicht selbst genutzt werden, sind sie an das Land Hessen für den Betrieb des Fachbereichs Ökologische Agrarwissenschaften der Universität Kassel vermietet.

## Aufbau nach 1945
Nach dem Zweiten Weltkrieg wurden die Gebäude der Kolonialschule zunächst vom städtischen Krankenhaus belegt. Aber schon bald zogen Bildungseinrichtungen der Agrarwirtschaft ein, und der Komplex der landwirtschaftlichen Lehranstalten in Witzenhausen begann Gestalt anzunehmen. Es dauerte allerdings bis 1957, bis der entwicklungsländerbezogene Lehrbetrieb in tropischer und subtropischer Landwirtschaft aufgenommen werden konnte.

## Wissenschaftliche Tätigkeiten

### Archiv und Fachbibliothek für tropische Landwirtschaft und Ressourcennutzung
Das Institut unterhält eine umfangreiche auf das Gebiet der ländlichen Entwicklung, insbesondere der tropischen und subtropischen Agrarwirtschaft, im weitesten Sinne spezialisierte und zum Teil historische Fachbibliothek mit etwa 50.000 Monographien und 900 Zeitschriftentiteln sowie ein Archiv der Schüler- und Dozentenakten der ehemaligen Deutschen Kolonialschule in Witzenhausen. Es beherbergt zudem das Archiv für Ökologische Agrarkultur. Die Bibliothek wird derzeit als Fachbibliothek für tropische Landwirtschaft und Ressourcennutzung geführt. Der teilweise historisch wertvolle alte Buchbestand enthält im Wesentlichen Titel zur Kolonialgeschichte. Das DITSL unterhält, pflegt und erweitert die Bestände kontinuierlich und macht sie Studierenden und Wissenschaftlern sowie einer interessierten Öffentlichkeit zugänglich. Es unterstützt Forschungsarbeiten, die die Bestände wissenschaftlich bearbeiten und auswerten und initiiert entsprechende Projekte.

### Journal of Agriculture in the Tropics and Subtropics (JARTS)
Als eigener Verlag gibt das DITSL Monographien zu Themen der entwicklungsrelevanten Wissenschaften und zur Kolonialgeschichte heraus. DITSL ist außerdem Mitherausgeber der wissenschaftlichen Zeitschrift Journal of Agriculture in the Tropics and Subtropics (JARTS).

### Hochschulverband Witzenhausen (HVW) e. V.
An der Deutschen Kolonialschule wurde am 23. Mai 1906 der Verband der Tropenlandwirte Witzenhausen (VTW) e. V. als unabhängige Vereinigung der Absolventen gegründet, der bis 2009 bestand und mittlerweile auch die Studenten und Hochschullehrer der Nachfolgeeinrichtungen und der heutigen Hochschule umfasste. Zusammen mit dem Fördererkreis bildet der Verband nun den Absolventenverband des Fachbereichs 11 Ökologische Agrarwissenschaften der Universität Kassel.

### Kurzzeitstipendien für einen Forschungsaufenthalt im Ausland
DITSL vergibt Kurzzeitstipendien für drei- bis viermonatige Auslandsaufenthalte in Entwicklungs- oder Schwellenländern des Südens an Studierende, die in Studiengängen der Universität Kassel eingeschrieben sind, im Zusammenhang mit der Anfertigung der wissenschaftlichen Abschlussarbeit (Master oder Diplom). Das Stipendium dient der persönlichen Förderung der Studierenden. Die Stipendiaten erhalten die Möglichkeit, eigene Lebens- und Arbeitserfahrungen in der entwicklungs- und tropenorientierten Forschung in den Ländern des Südens zu sammeln.

### Völkerkundliches Museum Witzenhausen
Die Ethnographische Sammlung des Völkerkundlichen Museums Witzenhausen umfasst ca. 2000 ethnographische Objekte, davon 1400 Stück, die von Freunden und Absolventen der ehemaligen Deutschen Kolonialschule Witzenhausen und seiner Nachfolgeeinrichtungen seit etwa 1900 zusammengetragen worden sind. Die 1976 gegründete Stiftung Völkerkundliches Museum Witzenhausen wird von DITSL zusammen mit der Stadt Witzenhausen getragen. Die Ausstellung zeigt ständig ca. 1200 Ethnographika auf 200 m². Das Leitthema ist die menschliche Gesellschaft in Bezug zur natürlichen Umwelt. Beispielhaft werden Geräte zur Gewinnung, Verarbeitung und zum Genuss von Nahrung sowie Kleidung, Schmuck und Waffen aus Agrarkulturen in West-, Süd- und Ostafrika sowie aus Melanesien, Polynesien und Südamerika gezeigt. Bildmaterial und Texttafeln ergänzen die Präsentation. Die Darstellung der Wirtschaftsformen erlaubt den Vergleich der Anpassungsstrategien der Völker an die jeweiligen naturräumlichen Bedingungen. Das Museum wird von Studenten und Wissenschaftlern der Universität Kassel als Lernort genutzt. Es ist für Besucher geöffnet.

## Gewächshaus für tropische Nutzpflanzen (seit 1902)

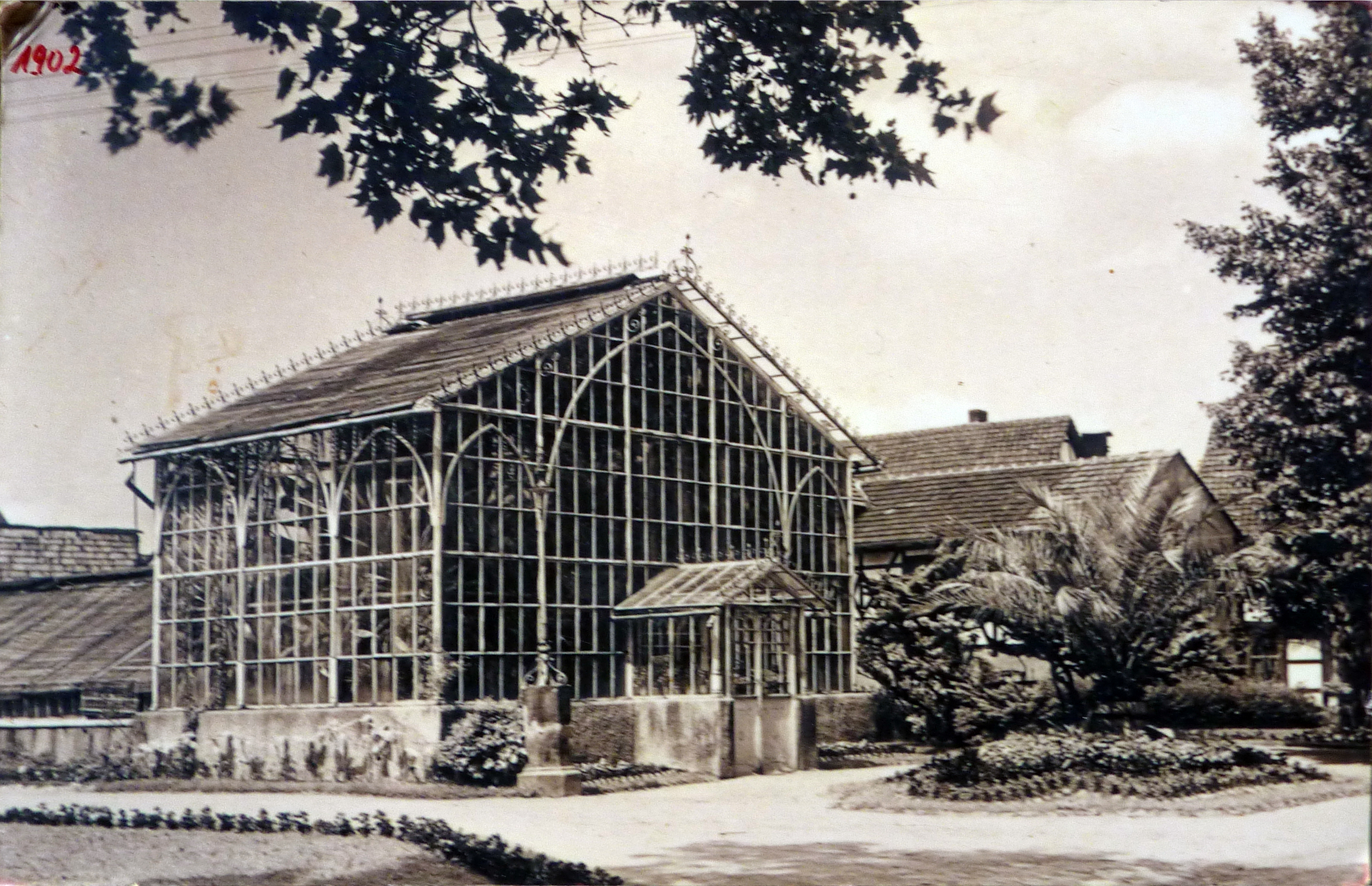
Das Gewächshaus 1902

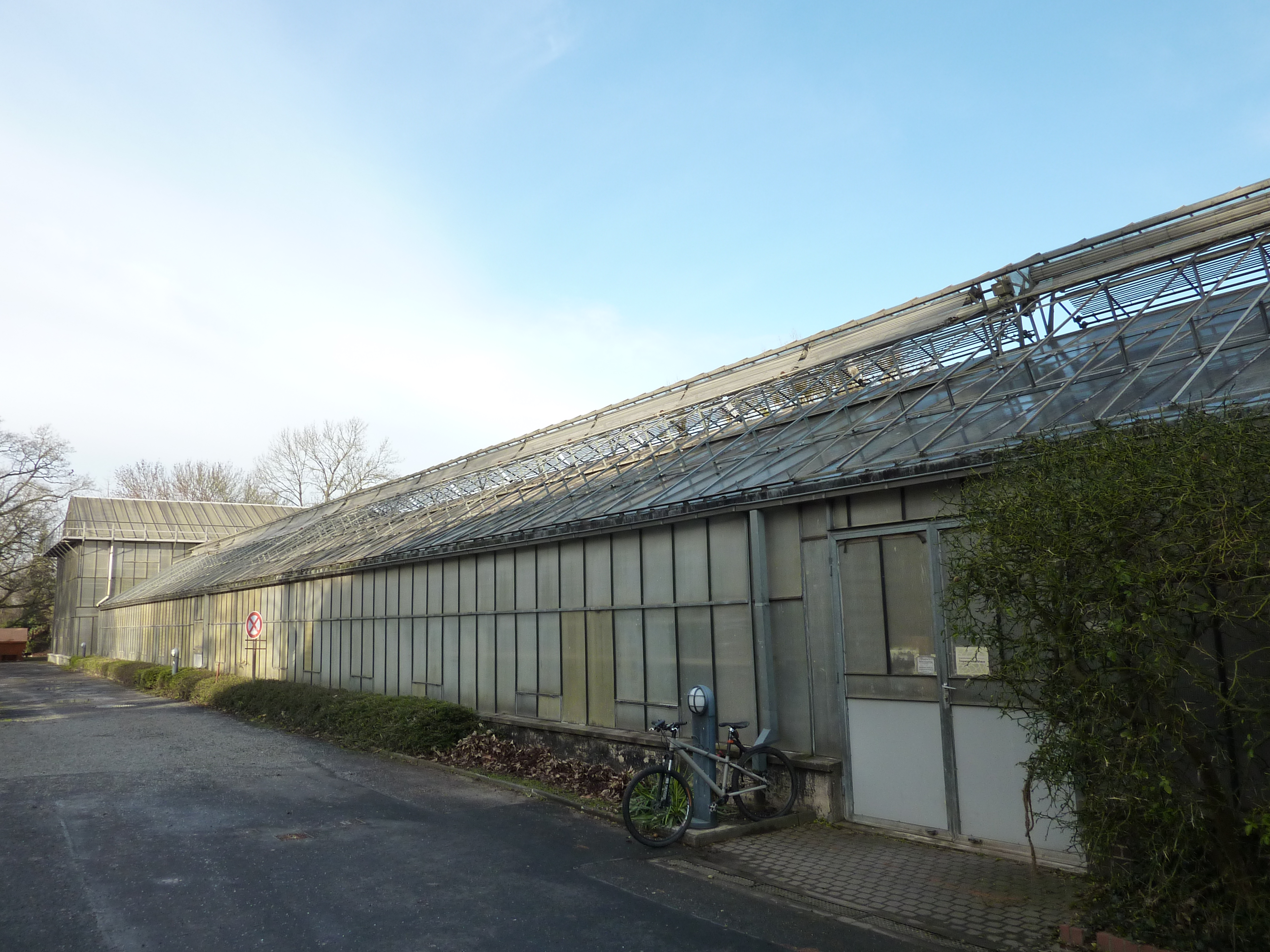
Das Gewächshaus 2012

Schon vier Jahre nach der Gründung der Ausbildungsstätte wurde 1902 auf dem Wilhelmshof das erste Gewächshaus für tropische Nutzpflanzen (als Anschauungsmaterial für die pflanzenbauliche Lehre) errichtet. Dabei beschränkte man sich nicht ausschließlich auf landwirtschaftliche Kulturpflanzen, sondern zeigte auch exotische Zierpflanzen der tropischen Vegetation.
Im Jahre 1937 erfolgte ein Neubau des tropischen Gewächshauses. Es wurde ungefähr an der Stelle des früheren Gewächshauses errichtet. Mit dem Neubau gelang zugleich eine Vergrößerung der Grundfläche. Der Neubau enthielt ein Palmenhaus von 8 Meter Höhe und einer Grundfläche von 10 × 20 m. An das Palmenhaus schloss sich ein temperiertes Haus von 7,20 m Breite und 16,50 m Länge an, in dem zunächst die Orchideen, Kakteen und Sukkulenten untergebracht wurden. In Richtung Westen stand ein hoher luftiger Arbeitsraum mit einer Grundfläche von 7 × 10 m, in dessen Unterkellerung sich die Warmwasserheizungsanlage befand. Vom Arbeitsraum gelangte man zu den beiden Seitenhäusern, in denen die Wirtschaftspflanzen der Tropen und Subtropen (Kaffee, Kakao, Reis u. a.) ihren Platz fanden. Diese Warmhäuser wiesen jeweils eine Länge von knapp 13 m und eine Breite von etwa 7 m auf. Von dem Gewächshaus des Jahres 1902 blieb das Kalthaus erhalten, das fortan als Vermehrungs- und Anzuchthaus genutzt wurde. Die Gewächshausanlage hatte eine Nutzfläche von insgesamt 510 m² und einen Arbeitsraum von 74,20 m². Dieses zweite Gewächshaus für tropische Nutzpflanzen in Witzenhausen diente von 1937 bis 1943 und von 1957 bis 1965 als Lehr- und Demonstrationshaus der tropenlandwirtschaftlichen Ausbildung.
Der Neubau der Gewächshausanlage im Jahr 1965 verfügte über eine doppelt so große Grundfläche wie die alte Anlage und bot die Möglichkeit, die Sammlung zu erweitern und eine Kombination der kultivierten Pflanzen nach klimatischen Anbauzonen vorzunehmen. Die Pflanzensammlung umfasste damals neben bekannten Nutzpflanzenarten zunächst noch eine Reihe von Zierpflanzen. 1970 entstand das Konzept, die Pflanzensammlung konsequent auf die Nutzpflanzen der Tropen und Subtropen auszurichten und die Anordnung der Pflanzen innerhalb der einzelnen Abteilungen nach landwirtschaftlichen Kriterien vorzunehmen. Außerdem wurde das Spektrum der Pflanzensammlung um die in den Tropen und Subtropen bedeutungsvollen Gemüse erweitert. Im Gegensatz zu den Pflanzensammlungen der Botanischen Gärten stehen hier nicht die Pflanzenarten selbst, sondern die landwirtschaftlich bedeutenden Sorten der einzelnen Kulturpflanzenarten im Vordergrund. Das Gewächshaus von 1965 entwickelte sich dadurch zu einer Gewächshausanlage für eine Sammlung von landwirtschaftlichen und gärtnerischen Nutzpflanzen der Tropen und Subtropen, die hohen wissenschaftlichen Standards in Lehre und Forschung entspricht. Grundsätzlich haben Forschungsarbeiten im Gewächshaus oberste Priorität, d. h. die gärtnerischen Mitarbeiter unterstützen vorrangig die Forschung der Wissenschaftler durch praktische Arbeit bei der Versuchsanlage und Versuchsbetreuung und durch die Anzucht von Pflanzenmaterial für Laboruntersuchungen. Diese Forschungsarbeiten spiegeln sich seit 1990 auch verstärkt in der Bepflanzung wider. Es entstanden drei Abteilungen für landwirtschaftliche Nutzpflanzen unterschiedlicher Klimazonen, die Subtropen mit einer Minimumtemperatur von 15 °C, das Tropische Hochland mit einer Minimumtemperatur von 18 °C und einer relativen Luftfeuchte von 65 % und das Tropische Tiefland mit einer Minimumtemperatur von 22 °C und einer relativen Luftfeuchte von 80 %.  Mit diesen landwirtschaftlichen Nutzpflanzen unterschiedlicher Klimazonen und den angeschlossenen Klimakammern bietet das Gewächshaus gute Voraussetzungen für die Bearbeitung differenzierter Forschungsfragestellungen. Durch die Neuorientierung und Konzentration auf die Ökologische Landwirtschaft, auch im Schwerpunkt der tropisch- und subtropischen Agrarforschung und Lehre in Witzenhausen, bekommt das Gewächshaus für tropische Nutzpflanzen eine nachhaltige Zukunftsperspektive. Die Gewächshausanlage gehört dem Deutschen Institut für Tropische und Subtropische Landwirtschaft GmbH (DITSL) und ist im Rahmen eines Pachtvertrages dem heutigen Fachbereich Ökologische Agrarwissenschaften der Universität Kassel für Lehr- und Forschungszwecke zur Verfügung gestellt. Sie ist regelmäßig für Besucher geöffnet.